# Calle de Juan de Urbieta
La calle de Juan de Urbieta es una vía pública de la ciudad española de Madrid, situada en los barrios de Pacífico y Niño Jesús, distrito de Retiro.

## Descripción
La vía discurre desde la avenida de la Ciudad de Barcelona, donde conecta con la calle de León Gil de Palacio, hasta la glorieta de Fuentidueñas. Honra con el título al militar Juan de Urbieta Berástegui y Lezo (f. 1553), que en la batalla de Pavía hizo prisionero al rey Francisco I de Francia. Aparece descrita en Las calles de Madrid (1889) de Hilario Peñasco de la Puente y Carlos Cambronero con las siguientes palabras:

Juan de Urbieta. Comienza en la calle del Pacífico y sale al campo. Es de apertura moderna. Juan de Urbieta se hizo célebre por su participación en la batalla de Pavía.
(Peñasco de la Puente y Cambronero, 1889, p. 281)